# Plastic Tree
Plastic Tree es una banda de J-Rock formada en 1993, en Chiba, Japón. Debutó en mayo de 1995 y lanzó su primer miniálbum el 11 de diciembre del mismo año. Desde su formación, ha cambiado de baterista en cinco ocasiones.

## Música
La música de Plastic Tree está influenciada por bandas británicas como Radiohead y The Cure. Existe el rumor de que su nombre se debe a la canción de Radiohead 'Fake Plastic Trees'. A Ryuutarou se le hizo la siguiente pregunta una vez: "Si estuvieras en una isla desierta y sólo pudieras tener un disco, ¿Cuál te gustaría que fuera?". Y él respondió: "Pablo Honey de Radiohead".
Recientemente Ryuutarou y Tadashi revelaron el verdadero origen del nombre: querían combinar dos palabras para formar el nombre de la banda, algo artificial y algo natural. Después de intentar diferentes combinaciones, se decidieron por 'Plastic Tree'.
El sonido de Plastic Tree ha ido del rock al pop con muchos cambios. Ryuutarou ayuda con su brillante voz y letras que son únicas. Antes del lanzamiento del álbum "Toroimerai", Tadashi componía casi todas las canciones, y a menudo Ryuutarou escribía las letras. Sin embargo, en los lanzamientos más recientes, Akira y Ryuutaro han escrito frecuentemente tanto la música como las letras.
El sencillo "Namida Drop" se ha usado en el ending del anime "Garasu no Kantai"."Mirai Iro" se ha usado en el ending 5 del anime "Yu-Gi-Oh! 5D's" y el sencillo "Sink" en el ending 8 del anime "Kindaichi Case Files"

## Club de fanes
Bajo el sello de "Sweetheart", de Warner, el club de fanes de Plastic Tree se llamaba "Sickroom". Cuando firmaron contrato con Universal Music Japan, surgió uno nuevo llamado "Jelly Fish Breed".

## Miembros de la banda
Arimura Ryutaro
- Vocal
- 6 de marzo de 1973
- Tipo de Sangre: AB

Hasegawa Tadashi
- Bajo
- 16 de noviembre de 1970
- Tipo de Sangre: O

Nakayama Akira
- Guitarra
- 16 de enero de 1971

- Tipo de Sangre: A

Sato Kentaro 
- Batería
- 8 de enero de 1978
- Tipo de Sangre: O

Sasabuchi Hiroshi (Ex baterista) 
- Batería
- 12 de octubre de 1976
- Tipo de Sangre: A

Oshodani Takashi (Ex Baterista)     
- Batería
- 15 de enero de 1972
- Tipo de Sangre: B

## Discografía

### Sencillos
|       | Fecha de Lanzamiento     | Título                       |
| ----- | ------------------------ | ---------------------------- |
| Indie | 25 de septiembre de 1996 | Rira no ki                   |
| 1st   | 25 de junio de 1997      | Wareta Mado                  |
| 2nd   | 15 de febrero de 1998    | Hontō no Uso                 |
| 3rd   | 25 de junio de 1998      | Zetsubō no Oka               |
| 4th   | 10 de marzo de 1999      | Tremolo                      |
| 5th   | 25 de agosto de 1999     | Sink                         |
| 6th   | 10 de diciembre de 1999  | Tsumetai Hikari              |
| 7th   | 19 de abril de 2000      | Slide                        |
| 8th   | 12 de julio de 2000      | Rocket                       |
| 9th   | 7 de enero de 2001       | Planetarium                  |
| 10th  | 14 de septiembre de 2001 | Chiriyuku Bokura             |
| 11th  | 26 de junio de 2002      | Aoi Tori                     |
| 12th  | 21 de mayo de 2003       | Baka Ni Natta Noni           |
| 13th  | 25 de marzo de 2003      | Moshimo Piano ga Hiketanara  |
| 14th  | 1 de octubre de 2003     | Mizuiro Girlfriend           |
| 15th  | 12 de enero de 2004      | Yuki Hotaru                  |
| 16th  | 10 de marzo de 2004      | Harusaki Sentimental         |
| 17th  | 28 de julio de 2004      | Melancholic                  |
| 18th  | 11 de mayo de 2005       | Sanbika                      |
| 19th  | 12 de octubre de 2005    | Namae no Nai Hana            |
| 20th  | 16 de noviembre de 2005  | Ghost                        |
| 21st  | 14 de diciembre de 2005  | Kūchū Buranko                |
| 22nd  | 10 de mayo de 2006       | Namida Drop                  |
| 23rd  | 23 de enero de 2007      | Spica                        |
| 24th  | 16 de mayo de 2007       | Makka Na Ito                 |
| 25th  | 9 de abril de 2008       | Alone Again, Wonderful World |
| 26th  | 13 de agosto de 2008     | Replay/dolly                 |
| 27th  | 10 de junio de 2009      | Fukurō                       |
| 28th  | 28 de octubre de 2009    | Sanatorium                   |
| 29th  | 28 de julio de 2010      | Moonlight                    |
| 30th  | 15 de diciembre de 2010  | Mirai Iro                    |
| 31st  | 29 de febrero de 2012    | Joumyaku                     |
| 32nd  | 20 de junio de 2012      | Kuchizuke                    |
| 33rd  | 5 de septiembre de 2012  | Shion                        |
| 34th  | 4 de septiembre de 2013  | Dōkō                         |
| 35th  | 3 de septiembre de 2014  | Mime                         |
| 36th  | 4 de marzo de 2015       | Slow                         |
| 37th  | 2 de septiembre de 2015  | Rakka                        |
| 38th  | 17 de agosto de 2016     | Silent Noise                 |
| 39th  | 25 de enero de 2017      | Nenriki                      |
| 40th  | 21 de junio de 2017      | Uchuu Yuuei                  |
| 41th  | 25 de julio de 2018      | Inside Out                   |
| 42th  | 4 de septiembre de 2019  | Senzou                       |

### Álbumes
|      | Fecha de Lanzamiento                                  | Título          |
| ---- | ----------------------------------------------------- | --------------- |
| 1.º  | 9 de octubre de 1997 25 de agosto de 2010 (Reedición) | Hide and Seek   |
| 2.º  | 26 de agosto de 1998 25 de agosto de 2010 (Reedición) | Puppet Show     |
| 3.º  | 23 de agosto de 2000 25 de agosto de 2010 (Reedición) | Parade          |
| 4.º  | 21 de septiembre de 2002                              | Träumerei       |
| 5.º  | 27 de octubre de 2003                                 | Shiro Chronicle |
| 6.º  | 25 de agosto de 2004                                  | Cell            |
| 7.º  | 28 de junio de 2006                                   | Chandelier      |
| 8.º  | 27 de junio de 2007                                   | Nega to Poji    |
| 9.º  | 24 de septiembre de 2008                              | Utsusemi        |
| 10.º | 23 de diciembre de 2009                               | Dona Dona       |
| 11.º | 6 de abril de 2011                                    | Ammonite        |
| 12.º | 12 de diciembre de 2012                               | Ink             |
| 13.º | 23 de diciembre de 2015                               | Hakusei         |
| 14.º | 7 de diciembre de 2018                                | doorAdore       |
| 15.º | 25 de marzo de 2020                                   | Toshiki Theorem |

### Miniálbumes
|       | Fecha de Lanzamiento    | Título                             |
| ----- | ----------------------- | ---------------------------------- |
| Indie | 11 de diciembre de 1995 | Strange Fruits -Kimyou na Kajitsu- |
| 1st   | 5 de marzo de 2014      | echo                               |

### Mejores álbumes
|      | Fecha de Lanzamiento                                        | Título                           |
| ---- | ----------------------------------------------------------- | -------------------------------- |
| 1.º  | 27 de marzo de 2001                                         | Cut ~Early Songs Best Selection~ |
| 2.º  | 14 de noviembre de 2001 6 de septiembre de 2006 (Reedición) | Single Collection                |
| 3.º  | 7 de noviembre de 2002 25 de agosto de 2010 (Reedición)     | Premium Best                     |
| 4.º  | 26 de octubre de 2005                                       | Best Album Shiro Ban             |
| 5.º  | 26 de octubre de 2005                                       | Best Album Kuro Ban              |
| 6.º  | 5 de septiembre de 2007                                     | B-Men Gahō                       |
| 7.º  | 26 de agosto de 2009                                        | Gestalt Houkai                   |
| 8.º  | 7 de julio de 2010                                          | ALL TIME THE BEST                |
| 9.º  | 13 de febrero de 2019                                       | Zoku B-men Gahō                  |
| 10.º | 28 de abril de 2022                                         | (Re)quest                        |

### Otros álbumes
|                            | Fecha de Lanzamiento | Título                                      |
| -------------------------- | -------------------- | ------------------------------------------- |
| Lanzamiento fuera de Japón | 13 de julio de 2007  | Plastic Tree "e.p." What is "Plastic Tree"? |

### DVD
| Tipo            | Fecha de Lanzamiento                                                | Título                                           |
| --------------- | ------------------------------------------------------------------- | ------------------------------------------------ |
| Vivo            | 3 de abril de 1996                                                  | Alice's sleeping bag                             |
| Colección de PV | 23 de marzo de 1997                                                 | Innocent Picture Show                            |
| Colección de PV | 19 de octubre de 2011 (VHS) 9 de febrero de 2005 (DVD)              | Nijigen Orugōru                                  |
| Colección de PV | 8 de noviembre de 2000 (VHS) 22 de noviembre de 2000 (DVD)          | Nijigen Orugōru 2                                |
| Vivo            | 21 de marzo de 2002                                                 | Kuro Tent                                        |
| Vivo            | 18 de diciembre de 2002                                             | Kuro Tent 2                                      |
| Colección de PV | 22 de diciembre de 2004                                             | Nijigen Orugōru 3                                |
| Vivo            | 29 de marzo de 2006 21 de noviembre de 2007 (Reedición)             | Hana moete, bourei no namida, tenmaku ni ochiru. |
| Vivo            | 19 de diciembre de 2007 12 de noviembre de 2008                     | Zero                                             |
| Vivo            | 24 de diciembre de 2008 4 de noviembre de 2009 (Reedición limitada) | Merry Go Around The World                        |
| Vivo            | 25 de noviembre de 2009                                             | Tent                                             |
| Colección de PV | 23 de diciembre de 2009                                             | Gestalt houkai -Eizou hen-                       |
| Vivo            | 7 de julio de 2010                                                  | Shugyoku to himitsu kouen                        |
| Vivo            | 27 de octubre de 2010                                               | Ch.P                                             |
| Vivo            | 7 de septiembre de 2011                                             | Yuku pura kita pura                              |
| Vivo            | 14 de diciembre de 2011                                             | Ammonite Jitsuen-Ban                             |
| Vivo            | 20 de marzo de 2013                                                 | Hide and Seek" -Tsukai Kouen                     |
| Vivo            | 19 de junio de 2013                                                 | Tent 3                                           |
| Programa de TV  | 17 de diciembre de 2014                                             | Plastic Tree no Sen Pura                         |
| Vivo            | 11 de febrero de 2015                                               | Soshite Parade wa Tsuzuku                        |